# Universidade Internacional (Portugal)
A Universidade Internacional de Lisboa e da Figueira da Foz (UILFF) (International University) foi uma universidade de cariz privado, que se localizava nas cidades portuguesas de Lisboa e da Figueira da Foz. 
A Universidade Internacional foi fundada em 1984 tendo sido a primeira Instituição Universitária Privada criada em Portugal. No decurso da sua existência e durante 35 anos, entre 1984 e 2009, formou mais de uma dezena de milhar de licenciados e pós-graduados - nas diferentes áreas do saber.
A Universidade Internacional iniciou a sua actividade em conjunto com o Instituto Superior Politécnico Internacional, em edifício centenário - Convento da Cruz da Pedra - erguido em 1640, também designado por Convento de Santo António da Convalescença.
Alguns anos depois, em 1990 foi criado um novo pólo universitário na Figueira da Foz, Universidade Internacional da Figueira da Foz que se afirmou progressivamente como instituição de referência na Zona Centro do País, paredes meias com a mais prestigiada e antiga Universidade do País (Universidade de Coimbra).
A Universidade Internacional regia-se pelos princípios da Magna Carta de Bolonha, fazendo jus à afirmação de que Ciência, Pedagogia, e Educação devem sempre andar de mãos dadas, ao serviço dos superiores interesses da comunidade.
A atividade letiva da Universidade Internacional extinguiu-se em 19 de Maio de 2009 por decreto do Ministério da Ciência, Tecnologia e Ensino Superior. 